# Аркино (станция)
Аркино — железнодорожная станция в Комаричском районе Брянской области и одноимённый населённый пункт при ней, в составе Аркинского сельского поселения.

## География
Находится в юго-восточной части Брянской области на расстоянии приблизительно 8 км на север-северо-запад по прямой от районного центра поселка Комаричи, на железнодорожной линии Навля—Льгов.

## История
Основана в 1929 году. Отмечена на карте 1941 года.

## Население
Численность населения: 27 человек (русские 100 %) в 2002 году.
| 2010 | 2013 |
| ---- | ---- |
| 14   | ↗15  |